# Maurice Pialat
Pour les articles homonymes, voir Pialat.
Maurice Pialat, né le 31 août 1925 à Cunlhat (Puy-de-Dôme) et mort le 11 janvier 2003 dans le 6e arrondissement de Paris, est un réalisateur de cinéma français.
Après avoir d'abord voulu être peintre, Maurice Pialat réalise au cours des années 1950 et 1960 des courts métrages amateurs puis professionnels. Ce n'est qu'en 1968, à l'âge de 43 ans, qu'il peut tourner son premier long métrage, L'Enfance nue, une fiction sur un enfant de l'assistance publique tournée avec des acteurs non professionnels. Après la réalisation d'une série pour l'ORTF, La Maison des bois, il tourne avec Marlène Jobert et Jean Yanne un film qui remporte un premier succès public, Nous ne vieillirons pas ensemble. Le film suivant en revanche, La Gueule ouverte, est un échec public et financier et Pialat doit attendre quatre ans avant de pouvoir tourner un nouveau long métrage.
Dans les années 1980, les films Loulou, À nos amours, Police et Sous le soleil de Satan, renouent avec le succès public.
Maurice Pialat a reçu le prix Jean-Vigo pour L'Enfance nue (1968), le prix Louis-Delluc et le César du meilleur film pour À nos amours (1983) et la palme d'or au festival de Cannes pour Sous le soleil de Satan (1987).

## Biographie
Maurice Roland Pialat naît à Cunlhat en Auvergne le 31 août 1925. Son père est d'abord marchand de bois, de vin et de charbon, mais est bientôt ruiné et la famille déménage à Courbevoie. L'enfant est surtout éduqué par sa grand-mère à Villeneuve-Saint-Georges.
Maurice Pialat a d'abord voulu être peintre. Il suit des cours d'architecture puis de peinture à l'école nationale supérieure des arts décoratifs pendant la Seconde Guerre mondiale et a exposé son œuvre au Salon des moins de 30 ans à la Libération. Il renonce ensuite à la peinture pour vivre de petits boulots (visiteur médical de 1949 à 1953, représentant de commerce pour les machines à écrire Olivetti de 1954 à 1957, acteur de théâtre).
Dans les années 1950, il achète une caméra et réalise quelques courts métrages amateurs (Isabelle aux Dombes, Drôles de bobines tourné en 1957 ou L'Ombre familière en 1958...) qui lui permettent d'être remarqué par le producteur Pierre Braunberger, lequel produit son premier court métrage professionnel, L'amour existe (1960). Pialat réalise deux ans plus tard Janine sur un scénario de Claude Berri dans lequel il montre la dérive nocturne de deux amis dans les rues de Paris.
En 1962, il part en Turquie pour réaliser une série de six courts métrages de commande, Chroniques turques. À la même époque, il tourne aussi en Arabie saoudite.
En 1964, il participe comme technicien au moyen métrage d'Henry Zaphiratos, Des enfants sages.
À la différence de ses contemporains de la Nouvelle Vague qui ont réussi à passer au long métrage très tôt, Maurice Pialat doit attendre 1968 pour réaliser son premier long métrage, L'Enfance nue, qui sort sur les écrans en janvier 1969. À l'origine, Pialat a voulu tourner un documentaire sur les enfants de l'Assistance publique. Le projet est ensuite devenu une œuvre de fiction qui montre l'histoire d'un enfant de dix ans, séparé de sa famille et placé chez un couple âgé puis en centre de redressement. Le film est sélectionné à la mostra de Venise et reçoit le prix Jean-Vigo.
En septembre et octobre 1971, la deuxième chaîne de l'ORTF lui confie la réalisation d'une série intitulée La Maison des bois. La série évoque la vie d'un groupe d'enfants déplacés dans un village d'Île-de-France pendant la Première Guerre mondiale.
Pialat peut ensuite réaliser son second long métrage, Nous ne vieillirons pas ensemble, à partir d'un livre qu'il avait écrit. Pour la première fois, Pialat tourne avec des vedettes, Jean Yanne et Marlène Jobert. Le film est sélectionné au festival de Cannes et permet à Jean Yanne de recevoir le prix d'interprétation masculine. Le film est aussi un succès critique et public (1,7 million d'entrées en France),. À la sortie du film, Pialat déclare : « Ce qui est grave dans le cinéma, c'est qu'il n'a jamais fait de progrès. Le premier film était le meilleur… Il y avait déjà tout,. »
Après le succès de Nous ne vieillirons pas ensemble, Maurice Pialat réalise La Gueule ouverte (1974) qui montre l'agonie d'une mère de famille victime d'un cancer. Cette fois-ci, le film est un désastre commercial avec 27 000 entrées en France. Sa société, Lido Films, est en faillite et Pialat met quatre ans avant de pouvoir réaliser un nouveau long métrage,.
Passe ton bac d'abord (1978) montre la vie d'un groupe d'adolescents à Lens. Le film permet à Pialat de renouer avec le succès commercial (330 000 entrées en France),.

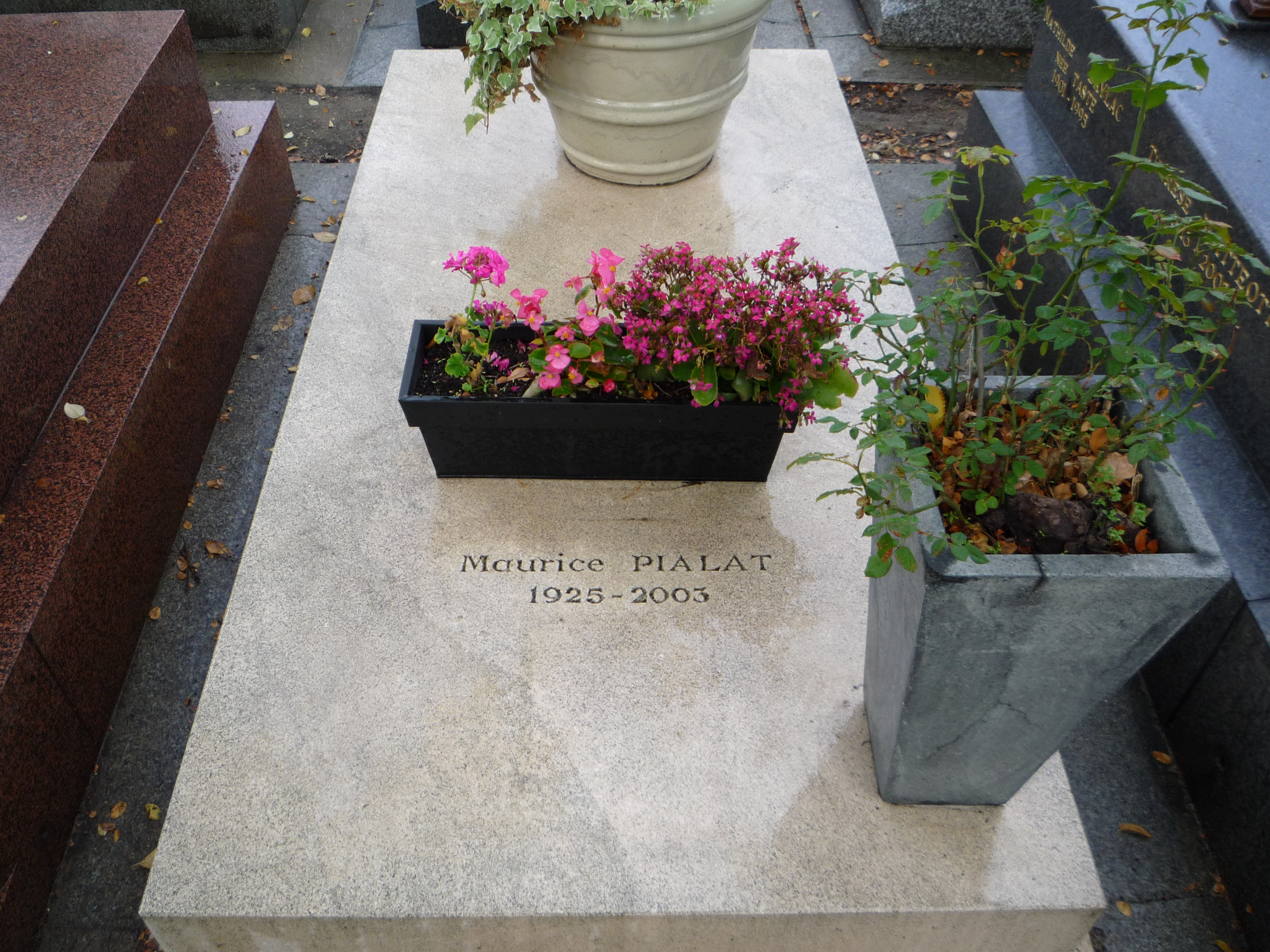
Tombe de Maurice Pialat au cimetière du Montparnasse (9e division), à Paris.

Loulou, réalisé en 1979 à partir d'un scénario d'Arlette Langmann, raconte l'histoire d'une femme, Nelly, qui quitte son compagnon et sa vie bourgeoise pour vivre son histoire d'amour avec Loulou, un type qui ne travaille pas et passe son temps à traîner dans les cafés avec ses amis. Le film est un succès critique et commercial (940 000 entrées en France),.
Avec À nos amours, réalisé en 1983 à partir d'un scénario d'Arlette Langmann, Maurice Pialat révèle l'actrice Sandrine Bonnaire qui n'a alors que quinze ans et interprète le rôle du père. Le film est de nouveau un grand succès populaire (950 000 entrées en France). Le film reçoit le César du meilleur film et le prix Louis-Delluc,. Sur le tournage du film, Maurice Pialat rencontre Sylvie Danton, qui officie comme régisseur et qui devient par la suite sa compagne et sa femme.
En 1985, il réalise Police, son seul film de genre, avec Sophie Marceau, Gérard Depardieu et Richard Anconina, d'après un scénario de Catherine Breillat ; c'est la deuxième collaboration avec Gérard Depardieu qui se sentira toujours proche de ce réalisateur atypique. Cette fois-ci, Pialat rassemble 1,8 million de spectateurs dans les salles.
Maurice Pialat reçoit la palme d'or au festival de Cannes 1987 pour Sous le soleil de Satan. Sous les sifflets d'une partie de la salle qui aurait voulu voir le prix décerné aux Ailes du désir de Wim Wenders, il dresse le poing et lâche : « Si vous ne m'aimez pas, je peux vous dire que je ne vous aime pas non plus. » Comme toujours au cours des années 1980, le public est au rendez-vous avec 815 000 entrées en France.
En 1991, Maurice Pialat réalise son Van Gogh. Le film montre les derniers jours du peintre à Auvers-sur-Oise, ses relations avec son frère Théo Van Gogh et le docteur Gachet et ses amours avec la fille du docteur Gachet. Avec 1,3 million d'entrées en France, le film est de nouveau un grand succès populaire. Lors de la cérémonie des Césars, Pialat se vexe parce que son film nommé dans de nombreuses catégories ne reçoit finalement qu'un César, celui du meilleur acteur pour Jacques Dutronc.
À 66 ans, Maurice Pialat a un fils avec Sylvie Pialat, Antoine, né le 27 janvier 1991, qu'il fait jouer à l'âge de quatre ans dans Le Garçu,.
Son dernier film, Le Garçu, sorti en 1995, rassemble moins de spectateurs que les précédents (300 000 entrées en France).
Victime d'une insuffisance rénale grave dans les dernières années de sa vie, Maurice Pialat doit subir des dialyses trois fois par semaine. Il meurt des suites de cette maladie rénale le 11 janvier 2003. Il est inhumé au cimetière du Montparnasse (division 9) à Paris.
À sa mort, sa femme Sylvie Pialat révèle au public ses peintures à l'occasion d'une exposition à l'Institut Lumière de Lyon.

## Méthodes de travail

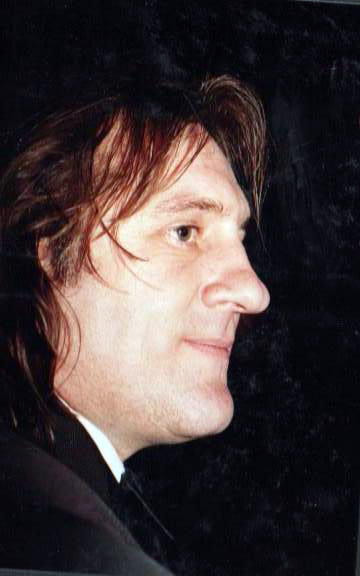
Maurice Pialat a rencontré Gérard Depardieu peu de temps avant le tournage de La Gueule ouverte et a envisagé de lui donner le rôle avant que Depardieu se rende compte qu'il ne pouvait faire en même temps Les Valseuses et La Gueule ouverte. Il a ensuite travaillé avec lui à quatre reprises.

Maurice Pialat a la réputation de pousser ses collaborateurs à bout. C'est vrai à la fois avec les techniciens et avec les acteurs. Raphaëlle Bacqué et Samuel Blumenfeld le décrivent comme « colérique, impossible, excessif, violent. Toujours prêt à déclencher des guerres avec ses acteurs et ses techniciens. »

### Scénario
Les films de Pialat sont souvent fortement inspirés de sa vie privée.
La trame de Loulou ressemble fortement à ce qu'il a vécu avec sa compagne, Arlette Langmann. La Gueule ouverte et Le Garçu s'inspirent respectivement du destin de sa mère et de son père. Serge Toubiana considère que Pialat est le seul cinéaste à avoir filmé la mort de ses parents.
En outre, le cinéaste avait de multiples projets d'adaptations littéraires. On peut citer Au Pays de Milton Lumcky de Philip K. Dick, Carnets du sous-sol de Fiodor Dostoïevski (projet intitulé Lyon et qui devait se dérouler au lendemain de la seconde guerre mondiale), Les Particules élémentaires de Michel Houellebecq, Mort à crédit de Louis-Ferdinand Céline.
Durant le processus d'écriture, Pialat est à la recherche d'un document à partir duquel travailler. Quelque chose doit préexister à son intervention lors de l'écriture. Ainsi, L'Enfance nue, coécrit avec Arlette Langmann, est issue d'une enquête sur le terrain auprès de l'assistance publique. Meurtrières est issue d'une enquête judiciaire et policière à partir d'un fait divers de 1972. Deux adolescentes ont tué, près de Chalon-sur-Saône, l'automobiliste qui les avait prises en stop. Le réalisateur Alain Tanner poursuivra le projet avec le film Messidor, sorti en 1979, mais avec un scénario différent. À nos amours et Passe ton bac d'abord se nourrissent de Les Filles du faubourg, un scénario préexistant, Nous ne vieillirons pas ensemble et Sous le soleil de Satan sont des adaptations, et Police est basé sur un scénario de Catherine Breillat qui est lui-même l'adaptation d'un roman.

### Tournage

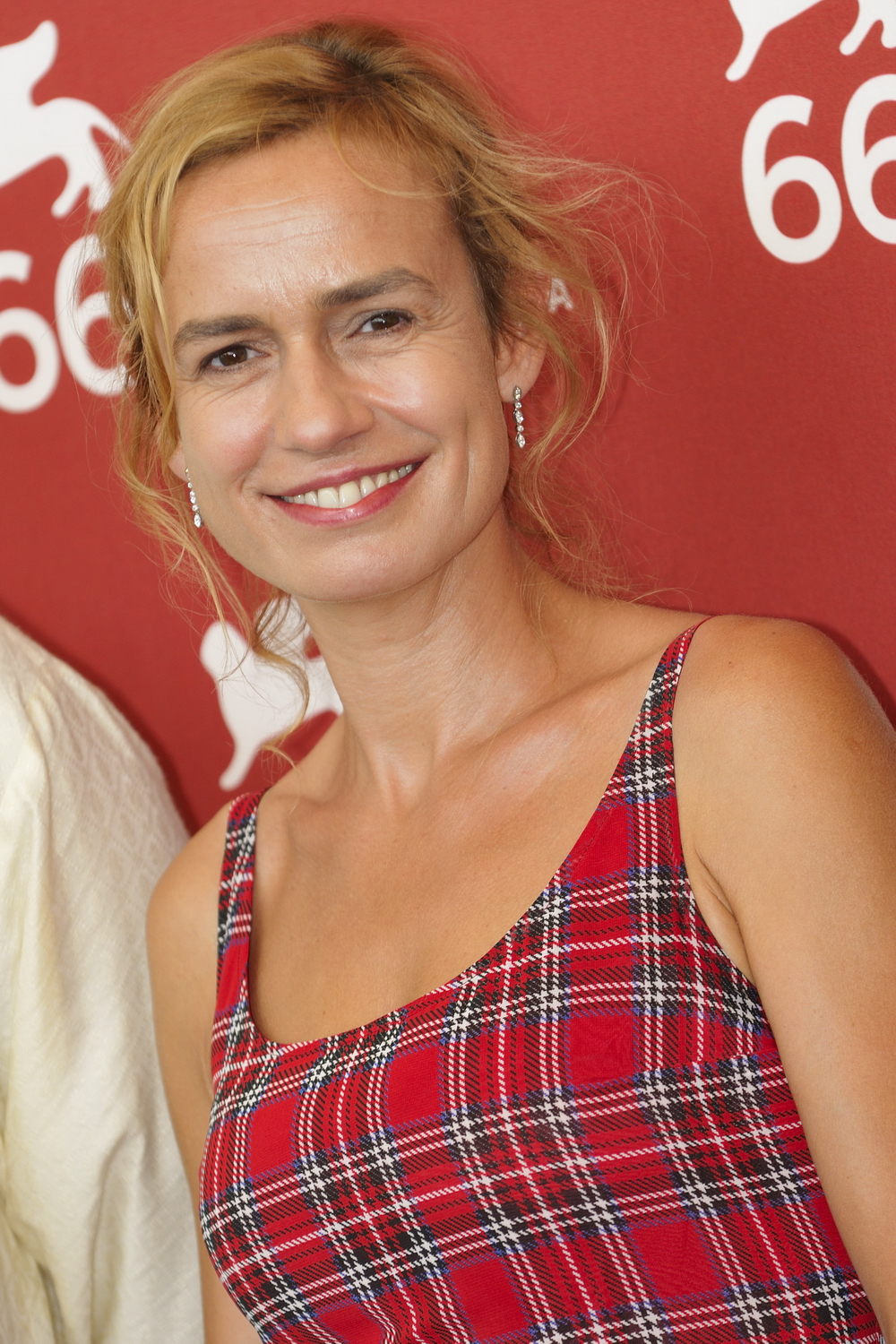
Sandrine Bonnaire est révélée en 1983 par À nos amours. Elle tourne ensuite Sous le soleil de Satan.

Sur les tournages de Maurice Pialat, il n'y a pas de distinction claire entre le moment où on tourne le film et les autres moments. Au contraire, Pialat maintient un certain flou si bien que certaines scènes commencent ou se prolongent sans que les acteurs s'en rendent vraiment compte. Il cherche à ne pas ritualiser le moment où ça tourne,.

### Montage
Au montage, Maurice Pialat n'hésite pas à couper des scènes qui peuvent paraître essentielles à la narration lorsqu'il ne les juge pas bonnes. Il privilégie l'émotion qui se dégage d'une scène par rapport à la cohérence du récit. Comme le dit Isabelle Huppert, il privilégie la « chronologie des affects » par rapport à la « chronologie des faits ». Sa méthode suppose de tourner beaucoup pour pouvoir sélectionner les meilleurs passages au montage. Le montage est aussi l'occasion de réagencer l'ordre des séquences. Par exemple pour Van Gogh, le monteur Yann Dedet avait proposé un premier montage en flash-back alors que la structure finale du film est linéaire,.

### Production
Comme beaucoup de cinéastes, Pialat créa des sociétés de productions pour garantir son indépendance et sa liberté artistique.
Il créa sa première société en septembre 1971, avec Jean-Pierre Rassam, qu'il rencontra grâce à Claude Berri, son beau-frère. Le nom, Lido Films, prend celui du cabaret à Paris, où Maurice Pialat rencontra sa précédente femme Colette. C'est son ancienne femme Micheline qui géra la société. Le premier film produit est Nous ne vieillirons pas ensemble, un grand succès. L'échec de La Gueule ouverte eut raison de la société qui fit faillite en février 1975 mais n'eut de véritable clôture qu'en octobre 1985 par extinction du passif.
En 1976, il créa une autre société, Les Films du Livradois, en référence à la plaine du Livradois, en Auvergne, où est également présent Cunlhat, son village de naissance. Trois films furent produits : Passe ton bac d'abord, À nos amours et Van Gogh. Et deux autres projets faillirent aboutir : Les filles du Faubourg, qui devint À nos amours, et Meurtrières, qui ne se fit qu'après la mort de Pialat et avec une autre société de production. C'est toujours son ancienne femme Micheline qui gère la société. En 2005, la société et son catalogue sont rachetés par Nicolas Seydoux pour Gaumont,.

## Analyse de son œuvre cinématographique
Dans un entretien à la revue Positif en 1973, Maurice Pialat explique pour lui l'importance de tourner sur le vif, au détriment de la « beauté formelle » : « Une scène ressentie est une scène réussie ; seulement il faut la tourner coûte que coûte sans se soucier de la beauté formelle du cadrage ou de l'harmonie des couleurs. »

### Maurice Pialat et la Nouvelle Vague
Maurice Pialat est contemporain de la Nouvelle Vague. Il est plus jeune qu'Éric Rohmer (1920-2010), et plus âgé que Jacques Rivette (1928-2016), Claude Chabrol, Jean-Luc Godard (1930-2022) et François Truffaut (1932-1984). Pourtant, bien qu'il ait eu le désir de tourner à la même époque que ces cinéastes, il n'a pas pu passer à la réalisation d'un long métrage aussi vite et a dû attendre l'âge de quarante-trois ans pour tourner L'Enfance nue et a nourri une certaine haine à l'égard de la « bande des Cahiers ». Dans un entretien avec Charles Tesson réalisé en 2000, il minimise l'importance de la Nouvelle Vague en la réduisant à un « phénomène culturel » et dénonce la prétention des cinéastes associés à ce mouvement.
En particulier, Pialat n'aimait pas le cinéma de François Truffaut. Il a réalisé L'Enfance nue en réaction aux Quatre Cents Coups. Le cinéma de Truffaut est souvent « explicatif » et « narratif » au sens où Truffaut considère que le spectateur ne peut être ému qu'à la condition qu'on lui explique l'histoire. À l'inverse, Pialat cherche à émouvoir le spectateur avant de lui donner les éléments pour « comprendre l'histoire ».

### Réception critique de son œuvre
Son œuvre est admirée par la critique. Antoine de Baecque considère qu'il est l'un des rares auteurs à n'avoir jamais raté un film.

### Postérité
Maurice Pialat a exercé l'une des influences les plus importantes sur la génération de cinéastes qui a débuté au cinéma dans les années 1980 et 1990. Il a notamment influencé des cinéastes comme Patricia Mazuy, Noémie Lvovsky, Catherine Breillat, qui a travaillé avec lui sur Police, Sandrine Veysset, Catherine Corsini, Xavier Beauvois, Emmanuelle Cuau ou encore Emmanuelle Bercot.

## Filmographie

### Réalisateur et scénariste

#### Courts métrages
- 1951 : Isabelle aux Dombes
- 1953 : Congrès eucharistique diocésain (tourné à Auzelles, Puy-de-Dôme)
- 1957 : Drôles de bobines (interprété par Maurice Pialat)
- 1958 : L'Ombre familière
- 1961 : L'amour existe
- 1962 : Janine
- 1964 : série Chroniques turques composée de Pehlivan, Istanbul, Byzance, La Corne d'Or, Bosphore et Maître Galip
- 1965 : Chroniques de France (série Gaumont) : La Parisienne et les grands magasins / Champs-Élysées / Pigalle / Le Quartier Latin / Van Gogh / La Camargue
- 1967 : De la mer jaillira la lumière et Paris étudiant
- 1968 : Tauromachie en France, Lugdunum

#### Longs métrages
- 1968 : L'Enfance nue
- 1970 : La Maison des bois (mini-série de sept épisodes)
- 1972 : Nous ne vieillirons pas ensemble
- 1974 : La Gueule ouverte
- 1978 : Passe ton bac d'abord
- 1980 : Loulou
- 1983 : À nos amours
- 1985 : Police
- 1987 : Sous le soleil de Satan
- 1991 : Van Gogh
- 1995 : Le Garçu

### Acteur
- 1957 : Le Jeu de la nuit de Daniel Costelle
- 1966 : Les Veuves de quinze ans de Jean Rouch
- 1969 : Que la bête meure de Claude Chabrol
- 1970 : La Maison des bois
- 1973 : Mes petites amoureuses de Jean Eustache
- 1976 : Les Lolos de Lola de Bernard Dubois
- 1982 : Cinématon #236 de Gérard Courant
- 1983 : À nos amours
- 1985 : Grosse de Brigitte Roüan (court-métrage)
- 1987 : Sous le soleil de Satan

## Théâtre
- 1956 : Marie Stuart de Frédéric Schiller, mise en scène Raymond Hermantier, Théâtre Hébertot : Le comte de l'Aubespine
- 1964 : Macbeth de William Shakespeare, mise en scène de Claude Chabrol, au théâtre Montansier de Versailles : il faillit jouer le rôle de Ducan, en donnant la réplique au rôle-titre incarné par Roger Hanin, mais après trois jours de répétitions, peu convaincants, il est remplacé[41].

## Publications
- Maurice Pialat, Nous ne vieillirons pas ensemble, éditions de l'Olivier, 2005

## Box officeFrance
Les films de Maurice Pialat firent plus de 8 millions d'entrées en France.
| Film                             | Année de production | Entrées en France |
| -------------------------------- | ------------------- | ----------------- |
| Nous ne vieillirons pas ensemble | 1972                | 1 727 871         |
| La Gueule ouverte                | 1974                | 26 954            |
| Passe ton bac d'abord            | 1978                | 337 412           |
| Loulou                           | 1980                | 943 547           |
| À nos amours                     | 1983                | 952 082           |
| Police                           | 1985                | 1 830 970         |
| Sous le soleil de Satan          | 1987                | 815 748           |
| Van Gogh                         | 1991                | 1 307 437         |
| Le Garçu                         | 1995                | 300 111           |

## Projets non réalisés
- Adaptation de La Chambre bleue de Georges Simenon[34]
- Meurtrières, projet abandonné par Maurice Pialat mais repris par Patrick Grandperret en 2005 et produit par Sylvie Pialat[43]
- Au Pays de Milton Lumcky, de Philip K. Dick[44]
- Carnets du sous-sol, de Fiodor Dostoïevski[44]
- Les Particules élémentaires, de Michel Houellebecq[29]
- Mort à crédit, de Louis-Ferdinand Céline[30]

## Distinctions

### Récompenses
- 1968 : Prix Jean-Vigo pour L'Enfance nue
- 1983 : Prix Louis-Delluc pour À nos amours
- 1984 : César du meilleur film pour À nos amours, ex aequo avec Le Bal d'Ettore Scola[note 2].
- 1987 : Palme d'or pour Sous le soleil de Satan
- 1993 : Prix Cinéma de la SACD

### Ouvrages
- Joël Magny, Maurice Pialat, Cahiers du cinéma, 1992
- Nicolas Rossello, Maurice Pialat, Recco (Genova) Le Mani, 1998, 160 p.
- Sylvie Pialat, Maurice Pialat peintre, Lyon, Institut Lumière, 2004, 54 p.
- Rémi Fontanel, Formes de l'insaisissable - Le cinéma de Maurice Pialat, Lyon, Aléas, coll. Cinéma, 2004, 168 p.
- Pascal Mérigeau, Maurice Pialat l'imprécateur, Grasset, 2003, 348. Biographie de référence
- Antoine de Baecque (dir.) et al., Le Dictionnaire Pialat, Leo Scheer, 2008
- Serge Toubiana (dir.), Maurice Pialat : peintre & cinéaste, Somogy éditions d'art, 2013 Catalogue de l'exposition à la cinémathèque française de 2013.
- Alban Lefranc, L'amour la gueule ouverte (hypohèses sur Maurice Pialat), Hélium éditions 2015.

### Articles
- Serge Kaganski, « Maurice Pialat », Les Inrockuptibles,‎ 15 janvier 2003 (lire en ligne)
- (en) Brian Baxter, « Maurice Pialat », The Guardian,‎ 15 janvier 2003 (lire en ligne)
- (en) Fabien Boully, Noël Herpe, Maximilian Le Cain et Glenn Norton, « Maurice Pialat (1925 – 2003) – A Tribute », Senses of cinema, no 25,‎ mars 2003 (lire en ligne)
- (en) Fergus Daly, « Maurice Pialat : A Cinema of Surrender », Rouge,‎ juin 2003 (lire en ligne)
- (en) Philippe Lubac (trad. Inge Pruks), « Maurice Pialat and John Cassavetes », Senses of cinema, no 35,‎ avril 2005 (lire en ligne)
- Jean-Baptiste Morain, « Pialat, le rebelle », Les Inrockuptibles,‎ 15 janvier 2003 (lire en ligne)
- Jean-Baptiste Morain, « Maurice Pialat: le cinéaste et l’homme célébré à la Cinémathèque », Les Inrockuptibles,‎ 20 février 2013 (lire en ligne)
- Alban Lefranc, « Maurice Pialat, l'art de bien racler », Libération, 20 mars 2013 (lire en ligne)

## Expositions
- 2003 : Exposition au Grenier des Grands Augustins à Paris, septembre-octobre 2003[45]
- 2013 : « Maurice Pialat, peintre et cinéaste », exposition à la Cinémathèque française du 18 février au 7 juillet 2013.

## Films sur Maurice Pialat
- 2006 : Maurice Pialat, l'amour existe de Jean-Pierre Devillers et Anne-Marie Faux
- 2021 : Sous le soleil de Pialat : film documentaire de 55 min de William Karel diffusé par Arte le 17 octobre 2021, après la diffusion de Nous ne vieillirons pas ensemble.